# 刀背山墓地
刀背山墓地位于黑龙江省鸡西市鸡冠区西郊乡太阳村东，刀背山的西坡台地上。是一处新石器时代的墓葬群，有四座积石墓。
1983年3月，列为鸡西市文物保护单位。1990年，黑龙江省人民政府公布为第三批黑龙江省文物保护单位，2006年5月25日，中国国务院公布为第六批全国重点文物保护单位（古墓葬）。